# Ernestine Baumann-Rott
Ernestine Baumann-Rott (* 8. März 1934 in St. Georgen im Attergau; † 30. August 2012) war eine österreichische Politikerin.

## Leben und Wirken
Ernestine Baumann-Rott wurde am 8. März 1934 in St. Georgen im Attergau geboren. Nach dem Besuch von Volks- und Hauptschule legte sie 1963 die landwirtschaftliche Facharbeiterprüfung und 1973 die landwirtschaftliche Meisterprüfung ab. Sie war Landwirtin, verheiratet und hatte vier Kinder.
Ab 1973 war sie Bezirksbäuerin des Bezirks Vöcklabruck und von 1973 bis 1981 Bezirksleiterin der Österreichische Frauenbewegung in Vöcklabruck und stellvertretende Landesleiterin. Sie war 1974 Obfrau der Kopftuch- und Goldhaubenfrauen in St. Georgen im Attergau.
Sie wurde Gemeinderätin in St. Georgen im Attergau und am 22. September 1989 von der ÖVP in den Oberösterreichischen Landtag entsandt. Dort war sie in der XXV. Periode bis zum 19. Oktober 1991 Mitglied der Ausschüsse für allgemeine innere Angelegenheiten, für öffentliche Wohlfahrt sowie im Immunitäts- und Unvereinbarkeitsausschuss.

## Ehrungen
- 1994: Silbernes Ehrenzeichen des Landes Oberösterreich[1]
- Goldenes Ehrenzeichen und den Ehrenring der Marktgemeinde St. Georgen im Attergau[2]